# كل شيء هادئ على الجبهة الغربية (فلم 1979)
كل شيء هادىء على الجبهة الغربية'' هو فيلم دراما تم إنتاجه في الولايات المتحدة وصدر في سنة 1979. من بطولة إيرنست بورغنين، مأخوذ عن رواية كل شيء هادىء على الجبهة الغربية التي تم نشرها عام 1929.

## القصة
نشاهد الجنود الذين تحمّسوا للمشاركة في الحرب يصابون بخيبة امل، لدى شعورهم بالجوع، أو عندما يقتلون الفئران، أو يرتعدون من الخوف، وغالبا ما تبلغ روعة المشاهد إلى درجة اننا نعتقد بأنها صورت فعلا في خطوط النار الحقيقية، في الخنادق trenches وفي ارض الحرام land s‘no man فالفلم إنتاج سخي مع مناظر لا يمكن أبدا الاستنتاج بأنها محشورة ومتراكمة، ولدى النظر في المخابئ المحفورة تحت الأرض dugout يمكننا ان نتخيل بسهولة خطا طويلا من هذه المساكن الارضية، وعندما تدمر القذائف هذه المخابئ الارضية، ونشاهد ارتعادات الخوف ترافق اصوات المدافع الرشاشة ومدافع الهاون وصفير القذائف وهي تنطلق في الفضاء، ندرك بأنها تروي لنا قصة اهوال المعركة بصورة أفضل من اية وسيلة أخرى من وسائل التصوير الحي، وهناك مشهد في المستشفى يمزق القلب عندما نرى بأن أحد الجنود الشبان لا يزال يعتقد بانه يشعر بالم في اطراف اصابعه في قدمه المقطوعة، وبينما يشتكي من هذا الالم يتذكر أحد الجنود الذي كان يشتكي من نفس الالم بكلمات مشابهة، فيدرك ما حدث له فيبدأ بالبكاء والعويل بأنه لا يريد ان يمضي حياته كسيحا، وهناك غرفة الموت التي يقال بان ليس هناك من يستطيع ان يغادرها حيا، فيقتاد إلى هذه الغرفة وهو يصرخ بانه سيعود، وفعلا يعود بعد فترة، الالم في هذه المستشفى يعكس التفاصيل التي تحدث عنها ريمارك في روايته، في المشاهد الأولى هناك العريف الطاغية، هيملستوس الذي لا تنتهي سلسلة افكاره حول كيفية ابقاء الجنود في حالة تأهب، احيانا يمتع نفسه من خلال جعل الجنود يزحفون تحت المناضد، ثم اثناء النهار يأمرهم بالانبطاح على وجوههم في الطين، ومثلما ورد في الرواية، فأن المتفرج وبينما يشاهد هذا العمل الزاخر بالحيوية يتعلم كيف يكره هيملوستوس، في العرض الاخير للفلم يوم امس، وفي إحدى المناسبات كسر الجمهور المشاهد الصمت الذي كان غارقا فيه وانفجر في موجة من الضحك، المناسبة جاءت بينما كان بول بعد قطع ساقه ينتظر مع بقية رفاقه المفوض الكريه، وبعد دفعه تركوه في بركة السباحة مع كيس مربوط برأسه، ومشاهد أخرى تصور لنا الجنود وهم يساقون كالخرفان إلى الخطوط الامامية، ثم ينتظرون الطعام، هناك أيضا الطباخ الذي يجد بان لديه حصص من الطعام تكفي لضعف العدد الباقي من الجنود في السرية، وعندما يسمع بمقتل واصابة عدد من الجنود، فإنه يصر على ان هؤلاء الجنود فقط سيستمرون في استلام حصتهم المقررة، كما نشاهد المتمرس في الحرب والشخصية اللطيفة، كاتزنسكي، ويؤدي دوره ببراعة الممثل لويس فولهايم، يمسك بالطباخ من رقبته حتى يتدخل عريف السرية ويعطي تعليمات للطباخ بمنح السرية كامل الحصة المخصصة للناجين إضافة إلى حصص المقتولين والمصابين، بين اونة وأخرى نسمع الاغاني، الحان شجية صادرة عن الجنود، وبمضي الزمن، يبدأ بول ورفاقه بالنظر إلى الحرب من نفس وجهة نظر كاتزنسكي، ولكن مع اشتداد قصف المدفعية الثقيلة، يزداد رعب الجنود، وفي إحدى هذه المناسبات يواجه بول جندي فرنسي في حفرة عميقة احدثتها قذيفة إحدى هذه المدافع فيطعنه بالحربة، ولدى ملاحظة كيف تغادر الحياة الجندي الفرنسي بينما يلفظ انفاسه الاخيرة، يهرع إلى حفرة أخرى فيها ماء ويجلب قليلا منه ويبلل شفتي الجندي الفرنسي المشرف على الموت، والحدث باسره بالنسبة ل بول تجربة مرعبة ومحطمة للاعصاب، وخصوصا عندما يسحب صورة تضم زوجة وطفل الجندي الذي قتله، رايموند غريفيث الكوميدي السابق والذي قبل عمله في الأفلام الكوميدية فقد صوته خلال صرخة على المسرح، يؤدي دور الجندي الفرنسي ببراعة فائقة، كوميدي اخر ليس سوى جورج سومرفيل، يميز أيضا نفسه في دور خفيف ولكن كثيف، وهو دور تاجدان، فهو الذي يتحدث عن القيصر وعن نفسه بأن كلاهما ليس لديهما أي مبرر للمشاركة في الحرب، والفرق الوحيد، وفق ما يرى جندي في الخنادق، هو ان القيصر يجلس الآن في منزله، ميلستون حقق الغرائب في هذا الفلم، ف بول يعود إلى منزله ليجد بان كل شيء قد تغير، حتى هو، ويسأله الاستاذ الذي درسه لكي يتحدث إلى مجموعة من الناس عن الحرب، فيتذكر حماسه لها عندما جند لها عام 1914 وهو يدرك الآن جيدا كم تختلف انطباعاته منذ ان كان ينصب الاسلاك الشائكة في ارض الحرام في ظروف محفوفة بمخاطر جسيمة، واصبح يدرك الآن مالذي يعنيه الزي العسكري، وان ليس لديه ما يقوله للشباب إلا ما هو صعب وقاسي.

## وصلات خارجية
- مقالات تستعمل روابط فنية بلا صلة مع ويكي بيانات